# Kerio

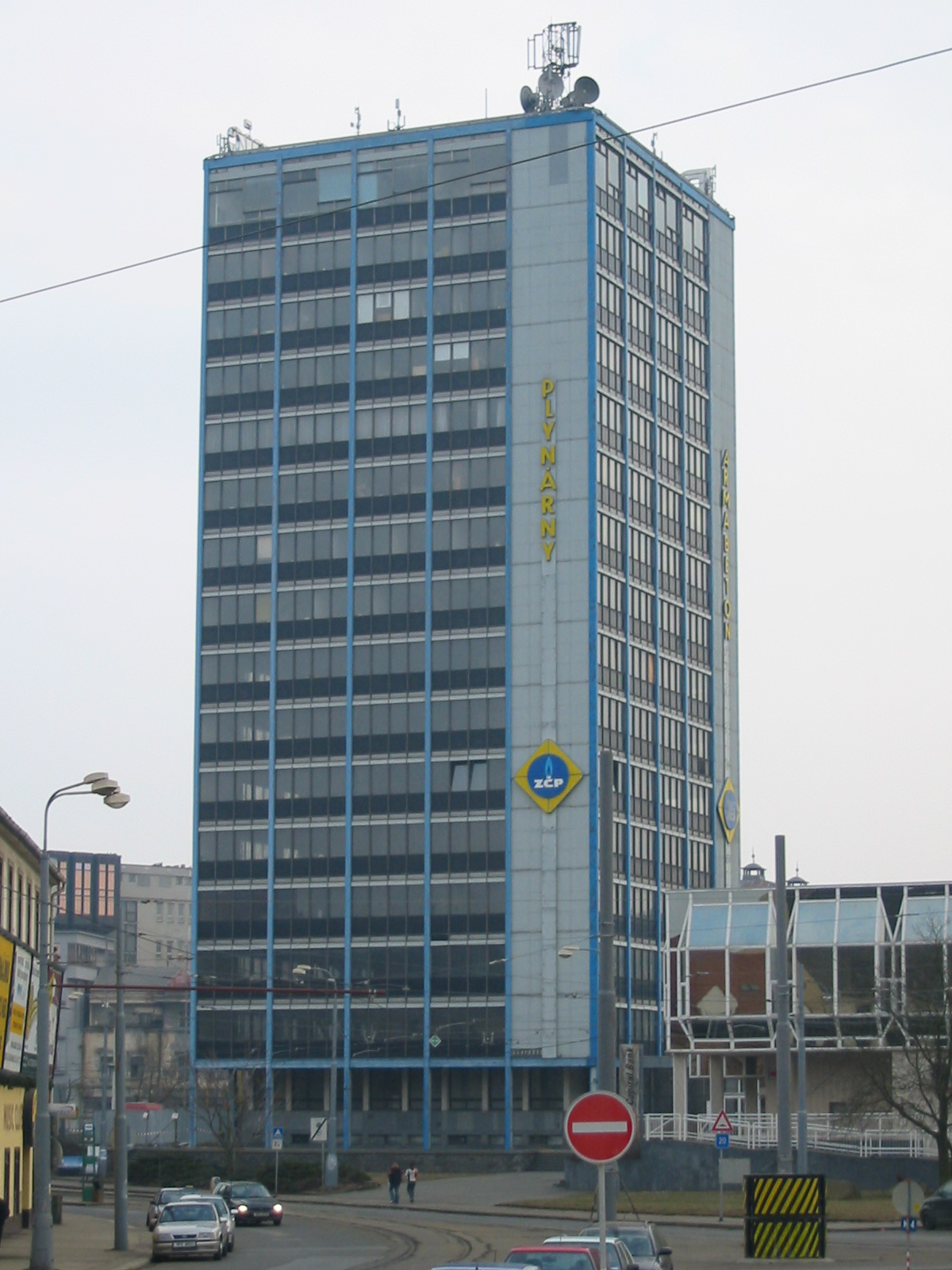
Business Centre Bohemia, kde sídlila plzeňská pobočka Keria.

Kerio Technologies je softwarová firma, založená v roce 2001 a sídlící v Silicon Valley v USA. Zabývá se vývojem softwarových nástrojů na zabezpečení internetové komunikace, poštovních serverů a firewallů pro malé a středně velké sítě.
Společnost má centrálu v kalifornském San Jose a pobočky v České republice, Velké Británii, Rusku, Austrálii a Brazílii. Mezi partnery Kerio Technologies při vývoji softwarových technologií patří například společnost Sophos.

## Produkty
- Kerio Connect - poštovní server s groupwarovými vlastnostmi pro firemní sítě. Obsahuje technologie, jejichž smyslem je ochrana uživatelů pošty před odposlechem, napadením viry a nevyžádanými e-maily.
- Kerio Control - softwarové řešení pro zabezpečený přístup k Internetu. Umožňuje nastavení speciální uživatelské přístupové politiky, je vybaven VPN serverem a je k dispozici rovněž ve verzích s interním antivirem Sophos AV a s integrovaným modulem Kerio Control Web Filter. Kerio Control je k dispozici rovněž jako hardwarové zařízení Kerio Control Box.
- Kerio Operator - je softwarová pobočková ústředna (PBX), která umožňuje malým a středním firmám zlepšit komunikaci, kontrolovat náklady a být k zastižení kdekoliv. Produkt Kerio Operator klade důraz na snadnou použitelnost pro správce i koncové uživatele.